# Mohamed Boudraa
Mohamed Boudraa (arab.ومحمد بودراع; ur. 31 marca 1994) – algierski zapaśnik walczący w stylu wolnym. Trzeci na igrzyskach afrykańskich w 2015. Srebrny medalista mistrzostw Afryki w 2014 i brązowy w 2015, 2017 i 2020. Trzeci na mistrzostwach arabskich w 2014. Piąty na igrzyskach śródziemnomorskich w 2018. Wicemistrz śródziemnomorski w 2016 roku.